# Cristòfol de Boleda
Cristòfol de Boleda (que signà com Christoval de Boleda) (Tàrrega ? - ?), fou un Metge i escriptor català.

## Biografia
Rebé el grau de Doctor en Medicina per l'Estudi General de Lleida, actual Universitat de Lleida, i fou revalidat pel Protomedicat.
Exercí a Tàrrega, (l'Urgell), Lleida, (el Segrià) i El Puerto de Santa María, (Cadis, Andalusia). En aquesta darrera localitat residí i publicà un llibre que tracta els aspectes mèdics i morals del moment en què cal administrar tant el viàtic com l'extrema unció a una persona malalta.
La ciutat de Lleida li dedicà un carrer a cavall dels barris del Joc de la Bola i el Camp d'Esports.

## Obra
- Question medico-moral, en que resolutiva y solidamente se disputa que tiempo sea el oportuno para administrar la Extrema-Vuncion; Y se defiende ser el en que el medico ordena el Viatico al enfermo. Impresa el 28 de febrer de 1710 a la ciutat de Sevilla, Andalusia.[5]